# سیارک ۴۸۲۴
سیارک ۴۸۲۴ (به انگلیسی: 4824 Stradonice، نامگذاری:1986WL1) چهار هزار و هشتصد و بیست و چهارمین سیارک کشف شده‌است که در ۲۵ نوامبر ۱۹۸۶ کشف شد.
قدر مطلق سیارک برابر ۱۳٫۶۰ است.